# Maria Becker (Klassische Philologin)
Maria Becker (* 1962) ist eine deutsche Klassische Philologin.

## Leben und Leistungen
Maria Becker studierte von 1982 bis 1989 Klassische Philologie und Romanistik an der Universität Münster. Ihr erstes Staatsexamen legte sie für die Fächer Latein, Französisch und Altgriechisch ab. Danach begann sie ein Promotionsstudium und war Wissenschaftliche Mitarbeiterin am von Christian Gnilka geleiteten Forschungsprojekt „Spätantike“. Die Promotion für das Fach Latein erfolgte 1992 mit einer Dissertation zum Thema Die Kardinaltugenden bei Cicero und Ambrosius: De officiis. 1993 wurde Becker Wissenschaftliche Assistentin am Münsteraner Institut für Altertumskunde und blieb in dieser Position bis 2000. Von 2001 bis 2004 war sie Forschungsstipendiatin der Deutschen Forschungsgemeinschaft und arbeitete während dieser Zeit an ihrer Habilitation, für die sie einen Kommentar zum Tischgebet des Prudentius (cath. 3) verfasste. 2004 erhielt sie die Venia legendi für Klassische Philologie und wurde Privatdozentin. Noch 2004 wechselte sie als Dozentin für lateinische Sprache an die Universität Osnabrück. Es folgten weitere Lehraufträge und Vertretungen an den Universitäten Münster, Osnabrück, Bielefeld, Düsseldorf und Köln. 2012 wurde sie Mitarbeiterin am Editionsprojekt Kleine und fragmentarische Historiker der Spätantike an der Universität Düsseldorf, 2014 Lehrkraft für besondere Aufgaben an der Universität Münster, wo sie mittlerweile als Außerplanmäßige Professorin lehrt.
Beckers Forschungsschwerpunkte liegen bei der lateinischen Sprachwissenschaft, der Philosophie der Antike, insbesondere der christlichen Spätantike und ganz besonders in der christlichen Literatur und Poesie der Spätantike. Für das Reallexikon für Antike und Christentum verfasste sie die ausführlichen Artikel Klugheit sowie Nacht (Dunkelheit).

## Publikationen (Auswahl)
- Die Kardinaltugenden bei Cicero und Ambrosius: De officiis (= Chrēsis. Band 4). Schwabe, Basel 1994 – ISBN 3-7965-0953-3.
- Kommentar zum Tischgebet des Prudentius (cath. 3). Winter, Heidelberg 2006 – ISBN 978-3-8253-5002-4.
- Consularia Constantinopolitana und verwandte Quellen. Eingeleitet, ediert, übersetzt und kommentiert von Maria Becker, Bruno Bleckmann, Jonathan Groß und Mehran A. Nickbakht (= Kleine und fragmentarische Historiker der Spätantike. G 1–4). Verlag Ferdinand Schöningh, Paderborn 2016 – ISBN 978-3-506-78210-6 (Print), ISBN 978-3-657-78210-9 (E-Book).[3]
- Prosper Tiro: Chronik. Laterculus regum Vandalorum et Alanorum. Ediert, übersetzt und kommentiert von Maria Becker und Jan-Markus Kötte (= Kleine und fragmentarische Historiker der Spätantike. G 5/6). Verlag Ferdinand Schöningh, Paderborn 2016 – ISBN 978-3-506-78211-3 (Print), ISBN 978-3-657-78211-6 (E-Book).